# Rhyacophila aberrans
Rhyacophila aberrans là một loài Trichoptera trong họ Rhyacophilidae. Chúng phân bố ở miền Cổ bắc.